# Saprosites madagascariensis
Saprosites madagascariensis är en skalbaggsart som beskrevs av Schmidt 1911. Saprosites madagascariensis ingår i släktet Saprosites och familjen Aphodiidae. Inga underarter finns listade i Catalogue of Life.